# Indofevillea khasiana
Indofevillea khasiana är en gurkväxtart som beskrevs av Debabarta Chatterjee.
Indofevillea khasiana ingår i släktet Indofevillea och familjen gurkväxter. Inga underarter finns listade i Catalogue of Life.